# Sassen-Trantow
Sassen-Trantow är en kommun och ort i Landkreis Vorpommern-Greifswald i förbundslandet Mecklenburg-Vorpommern i Tyskland.
Kommunen bildades 31 december 2004 genom en sammanslagning av de tidigare kommunerna Sassen och Trantow.
Kommunen ingår i kommunalförbundet Amt Peenetal/Loitz tillsammans med kommunerna Görmin ozh Loitz.